# Can Padrosa

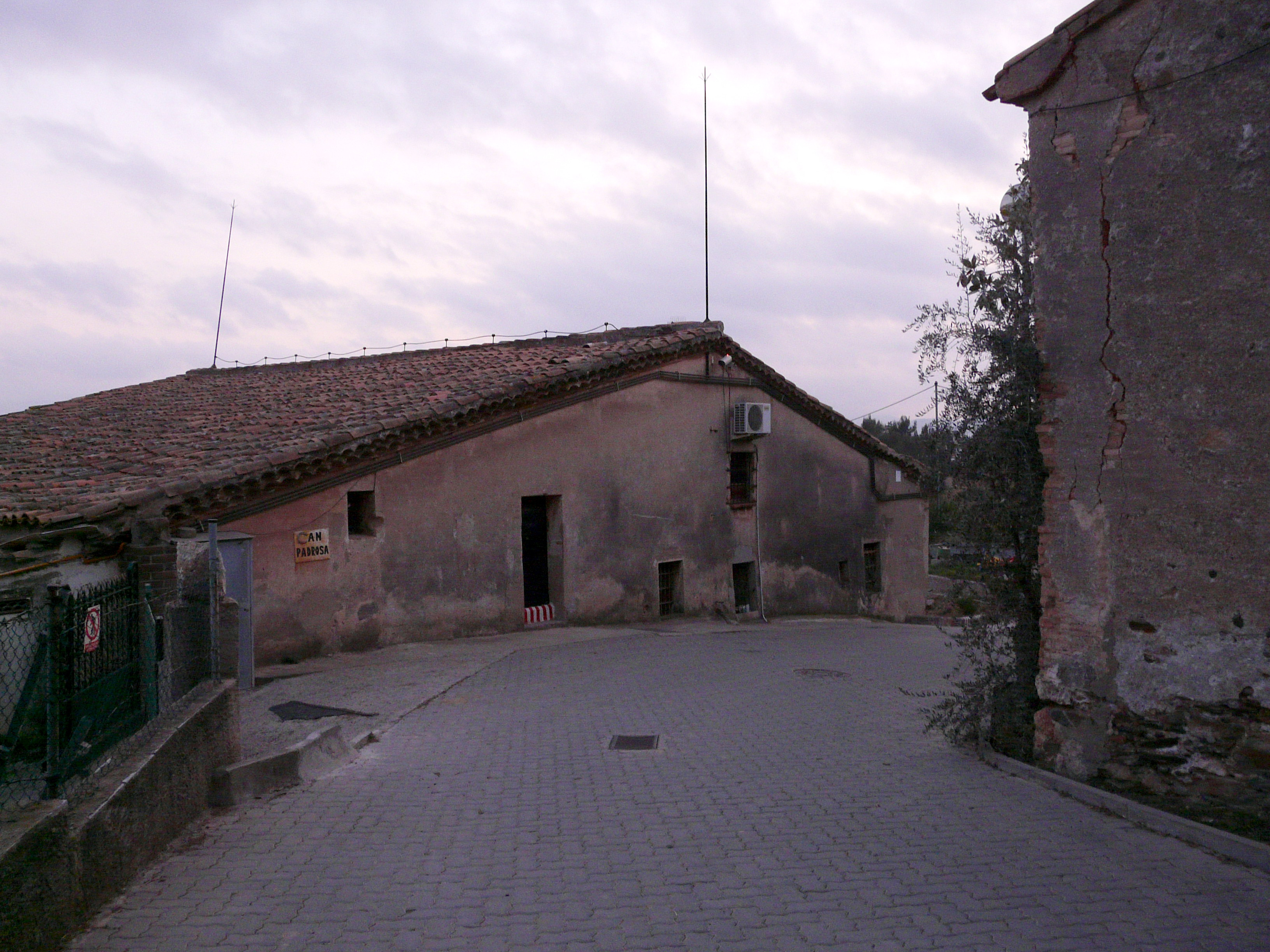
Can Padrosa

Can Padrosa és una masia a la riba dreta de la riera de Sant Just, dintre del terme de Sant Just Desvern i al llindar del Parc de Collserola, a la comarca del Baix Llobregat. És molt a prop de l'antic traçat de la Via Augusta. Forma part del patrimoni històric i artístic del municipi i de l'Inventari del Patrimoni Arquitectònic de Catalunya.

## L'edifici
L'edifici de can Padrosa està format per una planta baixa, un pis i les golfes, la coberta és a dues vessants amb teula vermella i amb un doble ràfec de coberta, la façana principal està orientada cap al sud o sol de migdia, i a la banda de llevant té una galeria adossada amb una rica col·lecció d'eines del camp.
Destaca el portal adovellat flanquejat a banda i banda per finestres amb les llindes de pedra a la vista i protegides per reixes. Damunt el portal, a l'altura del pis, hi ha una finestra gòtica germinada per un esvelt pilar i amb arcs lobulats. A l'esquerra del finestral gòtic s'hi pot veure un rellotge de sol. A un costat i l'altre de la finestra hi ha altres finestres, també gòtiques, formades per arcs lobulats emmarcats en un relleu esculpit en forma d'arc conopial. A l'altura de les golfes hi ha tres finestres idèntiques més petites.
Tota la façana ha estat restaurada recentment de forma molt acurada i de gran qualitat. S'ha pintat de color crema, s'han netejat els llindars de les finestres de pedra vista i el portal de la masia, i s'han arreglat els bancs d'obra que el flanquegen. Al rebedor de l'entrada hi ha dues sitges que antigament servien per emmagatzemar els cereals, ara cobertes amb un vidre transparent que permet veure'n l'interior il·luminat.
La nissaga dels Padrosa l'ha habita fins a l'actualitat. El propietari, en Pere Padrosa i Pruna, en conserva la memòria que transmet de forma oral i n'assegura la continuïtat a través de fills i nets. El senyor Padrosa amb la seva empenta ha reëixit que fills i nets retornin a ocupar diverses espais i annexes de la masia. Omplin l'edifici de vida i en garanteixen la continuïtat tant de la masia com de la seva herència cultural.

## La història
La primera referència documentada és del 1077, i aquesta data està gravada sobre pedra a la dovella central de l'arc d'accés. Inicialment la masia era coneguda com a Can Puig o Can Puig de les Basses perquè tenia basses i un molí. Pere del Puig feia el 1177 una declaració sobre una parcel·la de terra, de la qual era l'usufructuari. L'edifici actual, amb una planta basilical, data de la primeria del segle xv, i a partir de 1509 es coneix com a Can Padrosa. Durant el segle xviii es va anomenar freqüentment Can Padrosa de la Muntanya, per diferenciar-la del nucli urbà de Sant Just que creixia molt.
Als terrenys de la masia es va edificar al segle xiv un molí fariner de bassa, que captava l'aigua de la riera. L'aigua passava per un cup (pou) i movia el rodet del molí. D'aquesta manera els pagesos molien el blat per fer farina. La primera referència documental sobre el molí data del 1306, any de construcció, però el molí va canviar de mans constantment. Els seus propietaris útils o usuaris eren els santjustencs Ferrer Moragues i Arnau d'Horta. A aquest mateix 1306 el senyor feudal, Guillem Durfort, era el propietari directe del molí. El 1311 el senyor feudal el va vendre a un mercader de Barcelona, Guerau Trilla, i el 1347 el molí apareix en un document de la catedral de Barcelona, citat com a molí mitjà, el que ens fa pensar en l'existència d'uns altres dos molins, propietat de Bonanat Teixidor. El molí va deixar de funcionar aviat i no se'n va parlar fins al 1651, amb motiu de l'enterrament a la bassa del molí de tres morts de pesta que després van ser retirats. El molí fariner formava part de la finca de Can Padrosa, si bé els actuals propietaris de la casa mai l'havien vist funcionar. L'any 1986 l'Ajuntament va decidir adquirir els terrenys i el 1987 les restes es van incloure al Catàleg del Patrimoni Històric i Artístic Local.

## Els cultius
La major part del terreny de la finca era de secà però tenia algunes zones regades amb l'aigua de la riera, que es va reforçar amb la construcció d'una mina i un pou, tant per al consum propi com per a regar una petita horta vora la casa.
La finca es dedicava en primer lloc al cultiu de la vinya que ocupava gairebé la meitat de les terres de conreu, amb les varietats sanjuanes i picapolls, i molt més enrere els cereals com el blat, l'ordi i la civada. També s'hi conreavan oliveres, garrofers, ametllers, diversos arbres fruiters (cirerers i pruneres), llegums (pèsols), així com  figueres, car les figues seques constituïen un gran aliment, sobretot durant els llargs hiverns. La producció d'hortalisses era per al consum familiar, i al galliner l'aviram estava constituït bàsicament per gallines i capons.
Cap a 1850 una plaga d'oïdi, i després la fil·loxera, va malmetre la vinya i es van començar a arrencar els ceps malalts i paral·lelament va créixer l'extensió dedicada a cereals. Més tard, les gelades dels anys seixanta la van rematar. A partir dels anys cinquanta del segle xx, els terrenys de la part del darrere de la masia, amb pendent i de secà, es van començar a parcel·lar i s'hi va crear el barri conegut com a Plana Padrosa. En l'actualitat són els carrers Alzines, Ametllers, Avellaners, Garrofers, Gessamí, Ginesta, Gira-sol, Mimoses, Oliveres, Pins, Roser, Tarongers, Til·lers, Caçadors i Perdius.
És una de les poques masies del municipi que encara avui es dedica a l'agricultura. Actualment els propietaris tenen cura de cavalls i conreen les terres de l'horta i uns quants arbres fruiters.

## La col·lecció
Amb el pas del temps, la família Padrosa ha guardat i recollit tots els estris domèstics i eines del camp que han fet servir, en un moment o altre, en la vida quotidiana de la masia i la pagesia. De forma continuada, tots els membres de la família han col·laborat a les tasques de neteja i manteniment de les peces, i es va ampliar l'espai de la masia on les anaven recopilant. Han invertit molt de temps i diners per a restaurar i recuperar mants objectes, alguns més grossos i complexes com dos carros de fusta i un tractor.
Els estris d'ús domèstic són provenen principalment de la cuina, l'alcova o les sales de la masia que, junt amb les eines del camp, són agrupats com a «Col·lecció de Can Padrosa» a la sala coneguda com el Cup Vell aprofitada quan ja havia perdut el seu valor d'ús. A la primeria de l'any 2007, gràcies al suport de la família Padrosa, el Centre d'Estudis Santjustencs (CES) ha pogut establir un acord amb Institut Ramon Muntaner (IRMU) per a inventariar i catalogar els estris domèstics i eines del camp del patrimoni de la família.
Les fitxes elaborades s'han posat a disposició de l'Inventari del Patrimoni Etnològic de Catalunya (IPEC) que al mateix temps les gestionarà per als investigadors del nostre país que hi tinguin interès. Posteriorment les fitxes seran incorporades al Museu Virtual del web del Centre d'Estudis Santjustencs.
La família Padrosa va quedar finalista, i va rebre un diploma honorífic a l'Apartat de Preservació del Patrimoni, durant la gala dels Premis de Reconeixement Cultural del Baix Llobregat Edició 2007.